# Medaglia Chern
La Medaglia Chern è un premio internazionale assegnato per riconoscere eccezionali risultati conseguiti nel campo della matematica . Il premio viene assegnato durante il Congresso Internazionale dei Matematici (ICM), che si tiene ogni quattro anni.

## Introduzione

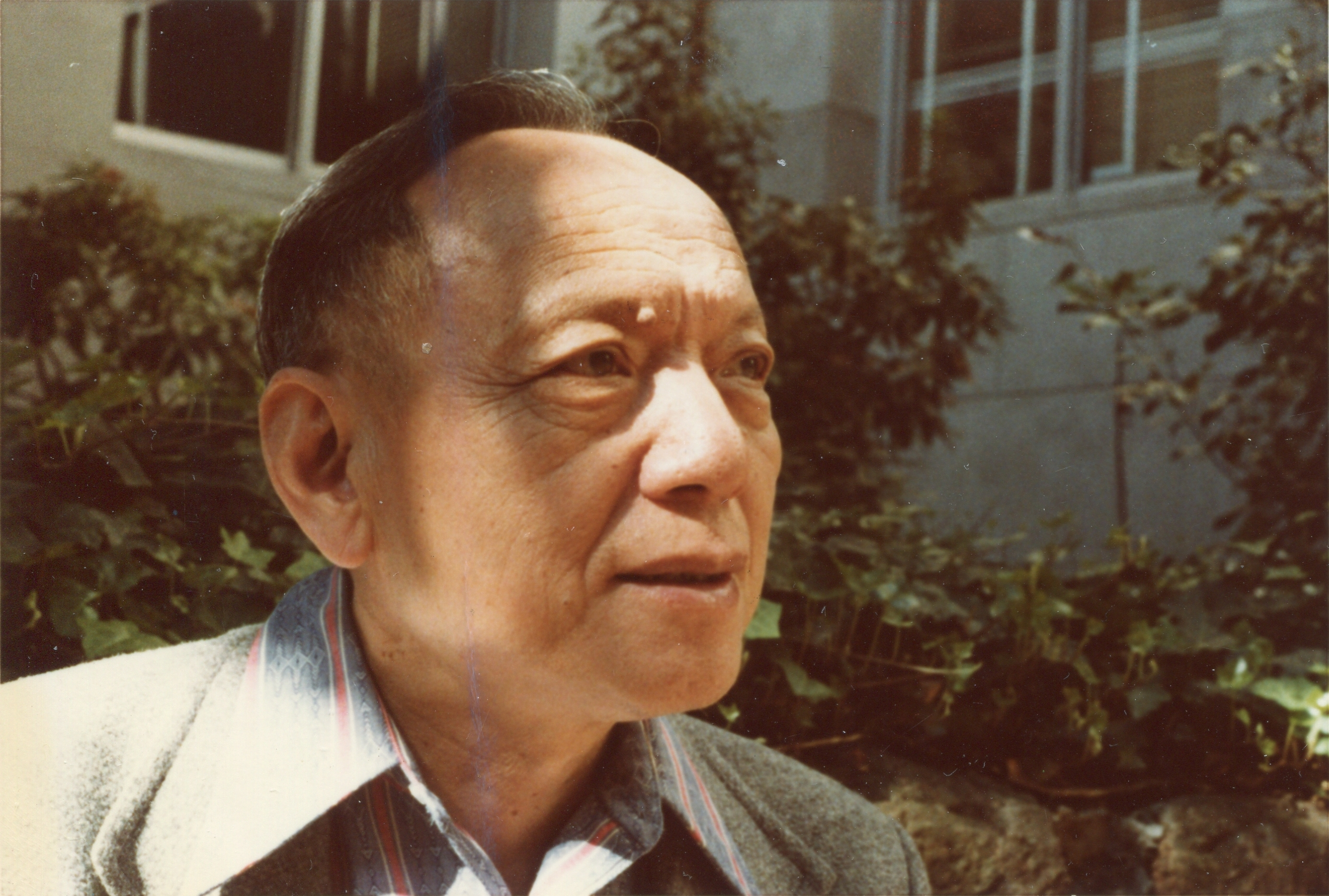
Shiing-shen Chern (1977)

Prende il nome in onore del defunto matematico cinese Shiing-Shen Chern . Il premio è una collaborazione dell'Unione Matematica Internazionale (IMU) e della Chern Medal Foundation (CMF) e viene conferito insieme agli altri tre premi dell'IMU (la Medaglia Fields, la Medaglia Abacus e il Premio Gauss ) durante la cerimonia di apertura del Congresso Internazionale dei Matematici (ICM), che si tiene ogni quattro anni. La prima volta in cui il premio è stato assegnato fu all'ICM 2010 a Hyderabad, in India.
Ciascun destinatario riceve una medaglia decorata con il ritratto di Chern, un premio in denaro di 250.000 dollari ( USD ) e l'opportunità di destinare 250.000 dollari in donazioni a una o più organizzazioni allo scopo di sostenere la ricerca, l'istruzione o la divulgazione nel campo della matematica.

## Vincitori
| Anno di Premiazione | Vincitore         | Motivi |
| ------------------- | ----------------- | --- |
| 2010                | Louis Nirenberg   | "Per il suo ruolo nella formulazione della moderna teoria delle equazioni alle derivate parziali ellittiche non lineari e per aver guidato numerosi studenti e dottorandi in quest'area".                 |
| 2014                | Phillip Griffiths | "Per il suo sviluppo innovativo e trasformativo dei metodi trascendentali nella geometria complessa, in particolare il suo lavoro fondamentale nella teoria di Hodge e nei periodi di varietà algebriche" |
| 2018                | Masaki Kashiwara  | "Per i suoi contributi eccezionali e fondamentali all'analisi algebrica e alla teoria della rappresentazione, sostenuti per un periodo di quasi 50 anni."                                                 |
| 2022                | Barry Mazur       | "Per le sue profonde scoperte in topologia, geometria aritmetica e teoria dei numeri, e per la sua leadership e generosità nel formare la prossima generazione di matematici."                            |